# Mops mops
Mops mops је сисар из реда слепих мишева и фамилије Molossidae.

## Угроженост
Ова врста је на нижем степену опасности од изумирања, и сматра се скоро угроженим таксоном.

## Распрострањење
Врста има станиште у Брунеју, Индонезији, Малезији и Тајланду.

## Популациони тренд
Популација ове врсте се смањује, судећи по расположивим подацима.